# Demografski gubici Jugoslavije u Drugom svjetskom ratu
Demografski gubici Jugoslavije u Drugom svjetskom ratu uključuju pogibije vojnih i civilnih osoba za vrijeme rata i smrtne slučajeve poslije rata prouzročenih ratnim prilikama (žrtve rata), zatim pad nataliteta za vrijeme rata i poraća (čisti demografski gubitak) te migracije zbog ratnih prilika. Brojevi su u doba totalitarne SFRJ postale predmet kontroverze. Sama SFR Jugoslavija je tijekom svog postojanja došla do dva različita podatka o broju žrtava, tako da to nije pridonijelo konačnom završetku rasprave o broju poginulih tijekom Drugog svjetskog rata.

## Prijeratno stanje

### Broj stanovnika Kraljevine Jugoslavije 1941.
Poslijeratna statistika, proračunavajući broj stanovnika Kraljevine Jugoslavije, na dan 31. ožujka 1941. (deset godina nakon prethodnog popisa, a ujedno neposredno pred rat), prihvatila je broj od 15,973.000 stanovnika, koja je za 146.000 veća od one koja bi se dobila primjenom iskazanih stopa prirodnog priraštaja (podatci o živorođenim i umrlim po godinama 1931. – 1939., koje je objavljivao Statistički ured Kraljevine Jugoslavije). Žerjavić u svojim daljnjim izračunavanjima demografskog gubitka prihvaća taj veći broj, napominjući da nije sigurno da je raniji popis obuhvatio svo stanovništvo, a bilo je i neregistriranih novorođenih.
Statistički ured Kraljevine Jugoslavije objavljivao je podatke o živorođenima i umrlima, po godinama, od 1921. do 1939. godine. Razlika među tim brojevima je stopa prirodnog priraštaja; nisu uračunate migracije, što u usporedbi sa stvarnim rezultatima popisa može dovesti do razlika. Tijekom 1920-ih godina postoje varijacije u stopi prirodnog priraštaja. Za cijelu Kraljevinu Jugoslaviju stopa priraštaja u razdoblju 1921. – 1931., izračunato iz rezultata popisa tih godina, bila je prosječno 1,50% godišnje.
Tijekom 1930-ih godina, međutim, stopa prirodnog priraštaja stalno opada, što je osobito izraženo u drugoj polovici tog razdoblja.  Godine 1931. bila je 1,38%, zatim 1935. pada na 1,31%, 1937. na 1,21% te konačno 1939. na samo 1,10%. Najveći broj živorođenih na području Kraljevine SHS odnosno Kraljevine Jugoslavije bio je 1930. godine: 489.270, nakon čega pada i 1939. iznosi samo 403.938. Prirodni priraštaj (razlika broja rođenih i umrlih) pada s 227.773 godine 1930. na 170.742 godine 1939. Postoje naravno i različita kretanja za pojedine banovine, odnosno republike, ali tendencija pada postoji u svima.

### Nacionalnost u popisima 1921. i 1931.
Kada iskazujemo podatke po narodnostima, treba imati u vidu da popisi iz 1921. i 1931. nisu sadržavali tu stavku. Popisivao se materinski jezik i religija. Zato treba pretpostavljeni broj pripadnika pojedinog naroda naknadno preračunati. Pri tome su naravno moguće određene greške, ali sigurno ne velike, jer su vjera i nacija snažno povezane. Primjerice, neki koji su se 1948. izjasnili kao Srbi mogli su pripadi drugim vjerama, a ne pravoslavlju, a ima i Hrvata koji nisu katolici. Nema načina da to procijenimo, ali radi se o malom broju ljudi.
Kao materinski jezik postoji "srpsko-hrvatski" kojim po tadašnjem shvaćanju govore ne samo svi Srbi, Hrvati, Crnogorci i Muslimani (Bošnjaci), nego i Slovenci i Makedonci. Naravno, prilikom popisa su i neki pojedinci, koji će se 1948. nacionalno izraziti da pripadaju nekoj nacionalnoj manjina, mogli izjaviti da im je materinji jezik srpskohrvatski; no ta greška nije velika.

## Izračunavanje očekivanog broja stanovnika 1948.
Da bi se izračunao koliki bi bio pretpostavljeni broj stanovnika Jugoslavije 1948. godine da nije bilo rata, treba usvojiti neku pretpostavku o tome kakva bi bila stopa rasta stanovništva u tom razdoblju. Nema podataka o prirodnom priraštaju za godine 1940. – 1946. Nakon rata, u razdoblju 1945. – 1948. i kasnije, došlo je, naravno, do porasta broja novorođenih. Stopa prirodnog priraštaja za 1946. nije zabilježena, za 1947. iznosi za cijelu Jugoslaviju 1,39%, a za 1948. 1,46%; to je, dakle, još uvijek niže od prosječne stope rasta u razdoblju 1921. – 1931. Sljedeći popis stanovništva izvršen je već 1953. i pokazao je prosječnu stopu rasta od 1,40% u tih pet godina. Nakon toga slijedi opet znatni pad: u razdoblju 1953. – 1961. stopa rasta je samo 1,10%.
Prema tome, opadanje stope rasta je dugoročni fenomen, usporen samo u prvim poslijeratnim godinama. Osobito je izraženo opadanje stope rasta u godinama pred Drugi svjetski rat. Logično je, dakle, pretpostaviti da stopa za razdoblje 1941. – 1948. mora biti niža nego za prethodnih deset godina. Kako imamo podatke o stopi rasta za razdoblje 1935. – 1939., treba samo ocijeniti ima li ikakve osnove za pretpostavku da bi se taj pad, u uvjetima predratne Jugoslavije, zaustavio ili bi se pak povećao. Čini se da nije bilo privrednih ili društveno-političkih uvjeta koji bi stopu rasta okrenuli naviše i vjerojatno je da bi na oko 1% stagnirala. Izvjestan porast nakon 1941. mogao bi se očekivati na osnovi većeg nataliteta poslije 1920., jer su 1941. te generacije došle u fertilnu dob, što bi prirastu u razdoblju od 1942. do 1945. moglo pridonijeti oko 10%. Koncem 1944. mnogi su krajevi već bili oslobođeni, pa se za godine 1945. i 1946. mora računati s povećanjem stope rasta prema onoj registriranoj za 1947. godinu, koja je iznosila 1,39%. Žerjavić računa sa stopom rasta od 1,20% za Jugoslaviju u cjelini, uz različita kretanja za pojedine republike i pokrajine.

## Službeni podatci SFRJ nakon rata

### Prvi podatci
Ubrzo nakon završetka Drugog svjetskog rata, 26. svibnja 1945., režim SFR Jugoslavije će u svom službenom izvještaju izjaviti da je ukupan broj žrtava bio 1,685.000 a dva mjeseca kasnije Josip Broz Tito izjavljuje tijekom govora u mjestu Beloj Crkvi: 
Nekoliko mjeseci kasnije nakon što su profesori Dr. D. Vogelnik, A. Debevc i D. Tašić odbili izvršiti procjenu broja poginulih jer nije izvršen popis stanovništva, student matematike Vladeta Vučković dobiva zadatak izračunati broj poginulih osoba na području Jugoslavije kako bi ti podatci bili predani na mirovnoj konferenciji u svrhu dobivanja ratne odštete. On 1946. godine dolazi do broja od 1,706.000 demografskih gubitaka. Edvard Kardelj će potom taj broj predstaviti na mirovnoj konferenciji u Parizu 1947. kao broj poginulih u Jugoslaviji i on će postati jedini službeni broj poginulih u Drugom svjetskom ratu tijekom postojanja Jugoslavije. Vladeta Vučković će 1985. godine u srpskom časopisu Naša reč koji se izdaje u Londonu izjaviti da je broj od 1,706.000 zapravo demografski gubitak, a ne stvarni broj žrtava koji je bio oko 1,000.000. Te tvrdnje će Vučković ponoviti i beogradskom časopisu Duga 1989. godine.

### Popis žrtava 1964.
| Nacionalnost   | popis 1964. | Kočović   | Žerjavić  |
| -------------- | ----------- | --------- | --------- |
| Srbi           | 346.740     | 487.000   | 530.000   |
| Hrvati         | 83.257      | 207.000   | 192.000   |
| Slovenci       | 42.027      | 32.000    | 42.000    |
| Crnogorci      | 16.276      | 50.000    | 20.000    |
| Makedonci      | 6.724       | 7.000     | 6.000     |
| Muslimani      | 32.300      | 86.000    | 103.000   |
| Ostali Slaveni | –           | 12.000    | 7.000     |
| Albanci        | 3.241       | 6.000     | 18.000    |
| Židovi         | 45.000      | 60.000    | 57.000    |
| Romi           | –           | 27.000    | 18.000    |
| Nijemci        | –           | 26.000    | 28.000    |
| Mađari         | 2.680       | –         | –         |
| Slovaci        | 1.160       | –         | –         |
| Turci          | 686         | –         | –         |
| Ostali         | –           | 14.000    | 6.000     |
| Nepoznato      | 16.202      | –         | –         |
| Ukupno         | 597.323     | 1,014.000 | 1,027.000 |

| Mjesto              | Žrtve   | Ranjeni |
| ------------------- | ------- | ------- |
| Bosna i Hercegovina | 177.045 | 49.242  |
| Hrvatska            | 194.749 | 106.220 |
| Makedonija          | 19.076  | 32.374  |
| Crna Gora           | 16.903  | 14.136  |
| Slovenija           | 40.791  | 101.929 |
| Srbija (uža)        | 97.728  | 123.818 |
| Kosovo              | 7.927   | 13.960  |
| Vojvodina           | 41.370  | 65.957  |
| Nepoznato           | 1.744   | 2.213   |
| Ukupno              | 597.323 | 509.849 |

Početkom šezdesetih godina Jugoslavija i SR Njemačka su počeli pregovore o isplati ratne odštete. Kako su Sjedinjene Američke Države još 1954. izjavile da je Jugoslavija imala "samo" milijun poginulih, Njemačka odbija isplatiti ratnu odštetu za njih 1,706.000. Slijedom toga, jugoslavenski savezni zavod za statistiku počinje vršiti popis žrtava koji će biti predan tijekom pregovora. Konačni popis žrtava je bio dovršen 1964. godine i on je govorio o oko milijun poginulih (zajedno s poginulim pripadnicima kvislinških postrojbi). Zbog iznenađenja "malenim" brojem žrtava popis je bio ponovljen prije nego što je predstavljen na pregovorima i na osnovu njega SR Njemačka će isplatiti ratnu odštetu. Popis iz 1964 će odmah po dovršetku biti proglašen državnom tajnom tako da je postao gotovo potpuna nepoznanica za stanovnike Jugoslavije. Prvi put će izaći u javnost 1989. godine u časopisu Danas.
Na ovaj broj žrtava se mora dodati i procijenjenih 209.000 poginulih hrvatskih domobrana, ustaša, četnika, belogardejca i drugih koji nije računat u popisu. Žerjavić je izračunao da je ukupno 125.000 kvislinških snaga i kolaboracionista iz Hrvatske, BiH te Srijema (dakle teritorija NDH) – što znači pripadnika bivših postrojbi Ustaške vojnice, Hrvatskog domobranstva i posebnih muslimanskih jedinica – poginulo tijekom rata i u stradanjima u svibnju 1945. i poraću. Od toga je 65.000 ubijeno tijekom rata, a 60.000 u svibnju 1945. i nakon toga. Od tih 60.000 gotovo 50.000 ih je ubijeno kod Bleiburga i na Križnom putu, a oko 10.000 u vezi s događajima kod Viktringa.

## Suvremena tumačenja
Osamdesetih godina prošlog stoljeća srpski emigrant Bogoljub Kočović je u svojoj knjizi izdanoj 1985. iznio podatak da je na području Jugoslavije tijekom Drugog svjetskog rata ubijeno 1,014.000 ljudi, dok su demografski gubici iznosili 1,925.000 s mogućnošću pogreške u izračunu od ±250.000 žrtava. Do tog broja on dolazi koristeći popise stanovništva iz 1931. i 1948. i računajući prirodni prirast stanovništva od 1,2% godišnje. Po sličnom principu izračuna, uz pomoć zagrebačke židovske zajednice Hrvat Vladimir Žerjavić je 1989. došao je do broja od 1,027.000 ubijenih i 2,022.000 demografskih gubitaka.
S druge strane, glede broja gubitaka Srbin Životije Đorđević u svojoj knjizi iz 1997. navodi broj od 1,607.000 ubijenih Srba i 2,825.000 demografskih gubitaka u Jugoslaviji. Ti brojevi, izdani bez objašnjenja izračuna, izazvali su javnu raspravu između njega i Kočevića. Mnogo vremena nakon što je napravljen popis žrtava 1964. Adil Zulfikarpašić je izdao popis svih žrtava s punim imenom i prezimenom u pokušaju da se završi licitacija sa žrtvama. Druga velika javna rasprava o broju žrtava je bila ona između Hrvata Vladimira Žerjavića i Srbina Milana Bulajića. Milan Bulajić, bivši direktor Muzeja genocida u Beogradu do svog nasilnog izbacivanja 2005. godine, tvrdi da je samo u Jasenovcu ubijeno 1,000.000 ili, preciznije govoreći, 700.000 Srba i 300.000 pripadnika ostalih nacionalnosti.
| Autor             | Demografski gubitci | Broj žrtava           | Godina |
| ----------------- | ------------------- | --------------------- | ------ |
| Bogoljub Kočović  | 1,925.000 ±250.000  | 1,014.000             | 1985.  |
| Vladimir Žerjavić | 2,022.000           | 1,027.000             | 1989.  |
| Životije Đorđević | 2,825.000           | 1,607.000 (samo Srbi) | 1997.  |

### Kontroverze
U stručnim krugovima i Žerjavić i Bulajić su pod znakom upitnika, pošto se prvog optužuje za plagijat rada Kočovića, a drugi se morao 2002. godine javno ispričati na Hebrew University of Jerusalem zbog izmišljanja svjedočanstava koje je objavio u svojoj knjizi iz 1989. Osim toga, iako su u javnosti svojih država oni poznati kao ugledni povjesničari, njihove procjene broja žrtava Rata u BiH su poljuljale njihov ugled u susjednim zemljama.1